# Viadukt čez dolino reke Ouse
 Viadukt čez dolino reke Ouse (ali viadukt Balcombe) nosi železniško progo London-Brighton čez reko Ouse v Sussexu. Stoji severno od Haywards Heatha in južno od Balcomba. Struktura, znana po svoji okrašeni zasnovi, je bila opisana kot »verjetno najelegantnejši viadukt v Veliki Britaniji.« 
Leta 1839 je podjetje London & Brighton Railway začelo graditi viadukt čez dolino reke Ouse. Zasnoval ga je glavni inženir proge John Urpeth Rastrick v sodelovanju z arhitektom železnice London-Brighton Davidom Mocattom. Viadukt je visok 29 m in je podprt na 37 polkrožnih lokih, vsak po 9,1 m, nadgrajenih z balustradami, ki obsegajo skupno dolžino 450 m. Vsak steber vsebuje oporni lok s polkrožnim spodnjim delom, ki je zmanjšal število potrebnih opek. Približno 11 milijonov opek, potrebnih za njegovo gradnjo, je bilo večinoma prepeljanih po reki Ouse (čez Newhaven in Lewes) z Nizozemskega. 12. julija 1841 je bil viadukt uradno odprt za železniške storitve, čeprav je bila struktura v celoti dokončana šele naslednje leto.
Kljub odlični zasnovi strukture, materialom in arhitekturnim značilnostim je imel viadukt drago in problematično zgodovino. Prva večja obnovitvena dela so se zgodila v 1890-ih, med katerimi so bili deli prvotnega opečnega zidu v celoti zamenjani v prepričanju, da bo to povečalo trdnost strukture. Vendar pa je viadukt v večjem delu 20. stoletja močno propadal. Do maja 1983 je bil viadukt priznan kot zgradba Grade II*. Med marcem 1996 in septembrom 1999 je bil viadukt predmet obsežne obnove s strani lastnika nacionalne železniške infrastrukture Railtrack; to delo so delno financirali Railway Heritage Trust, English Heritage in West Sussex County Council.

## Gradnja
Julija 1837 je bil v parlamentu sprejet zakon, ki je podjetju London & Brighton Railway dal soglasje za izgradnjo predlagane železniške proge med Londonom in južno obalo. Izbrana trasa, ki jo je raziskala ekipa pod vodstvom sira Johna Rennieja, je bila dokaj direktna, vendar je imela slabost, da je prečkala razmeroma hribovit teren. Kot posledica odločitve o omejitvi naklonov vzdolž proge na 1 proti 264 je bila potrebna gradnja skupaj štirih predorov in enega samega viadukta, ki prečka dolino reke Ouse med Balcombom in Haywards Heathom v Zahodnem Sussexu.
Gradnja nove proge se je začela julija 1838; dela za izgradnjo viadukta so se začela naslednje leto. Zasnoval ga je glavni inženir proge, John Urpeth Rastrick, v sodelovanju z arhitektom železnice London-Brighton, Davidom Mocatta. Za gradnjo je bil imenovan Benjamin Baylis. Skupni stroški gradnje viadukta naj bi znašali 38.500 GBP (kar ustreza približno 3,3 milijona GBP v letu 2022) .
Viadukt je bil zasnovan kot sorazmerno elegantna konstrukcija, dolga približno 500 m in v premi preko 37 enakih lokov. Vsak od teh polkrožnih lokov je imel razpon 9,1 m in je bil podprt s stožčastimi stebri iz rdeče opeke. Vsak steber je bil skoraj razdeljen na dve ločeni polovici s 3 m navpičnimi odprtinami, zaprtimi s polkrožnimi loki na vrhu in pri dnu, kot ukrep za zmanjšanje teže. Temu pristopu se pripisuje, da daje strukturi razmeroma tanek videz. Temelji vsakega stebra so opremljeni z dvema nizoma nagnjenih temeljev, katerih skupna globina je nekaj več kot 1 m.
Viadukt je pretežno sestavljen iz tradicionalne rdeče opeke in gladkega apnenca. Kontrast med obema materialoma učinkovito poudarja krov in zgornje elemente konstrukcije, čeprav je bil apnenec od svoje prvotne namestitve izpostavljen precejšnjim vremenskim vplivom in madežem. Opečni zidovi in elementi iz apnenca so bili sčasoma zamenjani, da bi ohranili celovitost strukture, podaljšali njeno življenjsko dobo in obnovili njen videz, da bi bil bolj podoben prvotnemu stanju. Na najvišji točki je viadukt visok 29,3 m nad reko pod njim.
Ocenjuje se, da je bilo za zgradbo uporabljenih okoli 11 milijonov opek, od katerih so bile mnoge prepeljane čez Rokavski preliv iz Nizozemske v Newhaven in Lewes, poleg nekaterih lokalno proizvedenih opek. Poleg tega so tudi caenski kamen prinesli iz Normandije v Franciji; ta material je bil uporabljen za klasične parapete z balustradami, vrvice, pokrove pomolov in štiri majhne pravokotne italijanske paviljone.[4][6] Gradbeni material so na gradbišče prevažali na barkah navzgor po reki Ouse. Na vsakem koncu opornika je okrasni kvadratni odprti stolp, katerega zidaki so obloženi s kamnom iz kamnolomov Heddon v bližini Newcastle-upon-Tyne. 

## Otvoritev
Brightonska glavna proga je bila odprta v dveh odsekih, ker je bilo dokončanje odloženo zaradi potrebe po izgradnji nekaterih večjih zemeljskih del. Viadukt je bil uradno odprt, ko so 12. julija 1841 odprli odsek med Norwood Junction in Haywards Heath. Sprva je čez strukturo deloval samo en tir; druga linija, skupaj z okrašenimi kamnitimi parapeti in paviljoni viadukta, ni bila dokončana do naslednjega leta.
Do leta 1846 je viadukt postal del železnice London, Brighton in South Coast. Leta 1923 je zaradi zakona o železnicah iz leta 1921 postal del omrežja južne železnice. V lasti Southerna je ostal do januarja 1948, ko je nacionalizacija velikih štirih železniških podjetij oblikovala javnega železniškega operaterja British Railways.

## Vzdrževanje in obnova
Prva večja obnovitvena dela so se zgodila v 1890-ih in so bila osredotočena na popravila opeke. Inženirji pozne viktorijanske dobe so bili zaskrbljeni, da je bila prvotna apnena malta, uporabljena pri gradnji viadukta, neustrezna, zato so se odločili, da jo nadomestijo s cementno malto. Vendar sta nadomestni opečni zid in podstandardna malta sčasoma povzročili lastne napake, ki so pozneje povzročile dražja popravila. To je verjetno posledica tega, da so popravila nosila večji delež obremenitve konstrukcije, kot je bilo predvideno, kar je povzročilo pospešeno stopnjo napak. Slabo povezane glavne opeke so še en verjeten krivec za njegovo neučinkovitost. Poleg tega so bili parapeti in paviljoni, čeprav izdelani iz caenskega kamna (visokokakovosten apnenec), izpostavljeni močnim vremenskim vplivom. 
Do leta 1956 je bila škoda na viaduktu obsežna, ko so Britanske železnice ocenile stroške obnovitvenih del za previsoke. Degradacija je bila delno posledica dolge življenjske dobe strukture: ko je bila prvotno zgrajena v 1840-ih, je bila predvidena življenjska doba le 120 let. Do maja 1983 je bil viadukt uradno priznan kot spomenik Grade II*.
Do 1980-ih je bilo osem paviljonov na viaduktu v tako slabem stanju, da je padlo nekaj njihovih streh in je bila potrebna namestitev notranjih opornikov, da bi zaustavili njihovo nadaljnje propadanje. Zaradi njegovega statusa dediščine mora vse predvidene spremembe viadukta pregledati in se z njimi strinjati English Heritage. Ko je British Rail predlagal razstavljanje prvotnih paviljonov in njihovo ponovno izgradnjo z rekonstituiranimi kamnitimi deli, je English Heritage zavrnila dovoljenja; v skladu s tem na viaduktu v tem obdobju ni bila izvedena nobena znatna obnova, odločitev, ki jo je British Rail javno pripisala precejšnjim ocenjenim stroškom takih del. Stanje strukture se je v naslednjem desetletju še naprej slabšalo, ko so deli kamna odpadli z balustrad in parapetov.
Od marca 1996 je viadukt prestal 6,5 milijona funtov vredno prenovo, ki jo je nadzorovalo nacionalno železniško infrastrukturno podjetje Railtrack in delno financiralo z nepovratnimi sredstvi sveta okrožja West Sussex, Railway Heritage Trust  in English Heritage. Trdnejši apnenec je bil uvožen iz Bordeauxa, da bi zagotovili čim večjo usklajenost z obstoječim caenskim kamnom v balustradah in paviljonih. Nekatere stebre je bilo treba rekonstruirati zaradi napak v viktorijanski opeki. Nove opeke so bile ročno izdelane v različnih velikostih, da so ustrezale obstoječemu opečnemu zidu in vstavljene v pesek, cement in apneno malto; sidra iz nerjavečega jekla so bila uporabljena za trdno pritrditev novega kamna na staro kamnino. Ves čas del je ena od prog vedno ostala odprta, na drugi strani viadukta pa so se izvajala obnovitvena dela. Projekt, ki je trajal več kot tri leta, je bil zaključen septembra 1999.